# Wildest Dreams (chanson d'Iron Maiden)
Pour les articles homonymes, voir Wildest Dreams.
Singles de Iron Maiden
Run to the Hills Rainmaker
Wildest Dreams est un single du groupe de heavy metal britannique Iron Maiden.

## Pistes
1. Wildest Dreams – 3:51
2. Pass the Jam – 8:20
3. Blood Brothers (orchestral mix) – 7:16

## Crédits
- Bruce Dickinson – chant
- Dave Murray – guitare
- Adrian Smith – guitare
- Janick Gers – guitare
- Steve Harris – basse
- Nicko McBrain – batterie

## Classements hebdomadaires
| Classement (2003)                  | Meilleure position |
| ---------------------------------- | ------------------ |
| Allemagne (GfK Entertainment)      | 27                 |
| Autriche (Ö3 Austria Top 40)       | 65                 |
| Canada (Canadian Singles Chart)    | 26                 |
| Danemark (Tracklisten)             | 9                  |
| Espagne (PROMUSICAE)               | 2                  |
| Finlande (Suomen virallinen lista) | 1                  |
| France (SNEP)                      | 57                 |
| Italie (FIMI)                      | 4                  |
| Pays-Bas (Single Top 100)          | 45                 |
| Royaume-Uni (UK Singles Chart)     | 6                  |
| Royaume-Uni (UK Rock Chart)        | 1                  |
| Suède (Sverigetopplistan)          | 4                  |
| Suisse (Schweizer Hitparade)       | 68                 |